# La marine est dans le lac
Pour plus de détails, voir Fiche technique et Distribution.
La marine est dans le lac (You're in the Navy Now) est un film américain d'Henry Hathaway, sorti en 1951.

## Synopsis
Le lieutenant Harkness (Gary Cooper) a le commandement de l'U.S.S. Teakettle, un navire expérimental. Une mission lui est confiée.

## Fiche technique
- Titre : La marine est dans le lac
- Titre original : You're in the Navy Now
- Réalisation : Henry Hathaway
- Scénario : Richard Murphy
- Production : Fred Kohlmar
- Société de production : 20th Century Fox
- Musique : Cyril Mockridge
- Photographie : Joe McDonald
- Montage : James B. Clark
- Pays d'origine : États-Unis
- Langue : anglais
- Format : Noir et blanc - Son : Mono (Western Electric Recording)
- Genre : Comédie
- Durée : 93 minutes
- Dates de sortie : 
  - États-Unis : 13 juin 1952
  - France : 10 avril 1953
- Affiche : Boris Grinsson (France)

## Distribution
- Gary Cooper : Lieutenant John W. Harkness
- Jane Greer : Enseigne de vaisseau Ellie C. Harkness
- Millard Mitchell : Chef George Larrabee
- Eddie Albert : Lieutenant Bill Barron
- John McIntire : capitaine de frégate W.R. Reynolds
- Ray Collins : Amiral L.E. Tennant
- Jack Webb : Enseigne de vaisseau Anthony "Tony" Barbo
- Richard Erdman : Enseigne de vaisseau Chuck Dorrance
- Harvey Lembeck : le marin Norelli
- Charles Bronson : Wascylewski
- Joel Fluellen : un serveur au club des officiers
- Ed Begley : le commandant de port
- Fay Roope : un amiral
- Lee Marvin : le radio
- Jack Warden : le timonier Morris
- Harry von Zell (en) : Capitaine "Danny" Elliott
- Charles Tannen (en) : Houlihan
- Henry Slate : L'ingénieur en chef Ryan
- Rory Mallinson : un lieutenant-commandant